# Aeschropteryx mattogrossaria
Aeschropteryx mattogrossaria là một loài bướm đêm trong họ Geometridae.